# Valchava
Valchava (hasta 1943 oficialmente Valcava) era una comuna suiza del cantón de los Grisones. El 1 de enero de 2009 se fusionó con las antiguas comunas de Fuldera, Lü, Müstair, Santa Maria Val Müstair y Tschierv, constituyendo así la nueva comuna de Val Müstair.

## Ciudades hermanadas
- Opfikon